# ساری‌آغل
ساری‌آغل یکی از روستاهای استان آذربایجان شرقی است که در دهستان چاراویماق جنوب غربی بخش مرکزی شهرستان چاراویماق واقع شده‌است.این روستا ۷۸ نفر جمعیت دارد.